# Densità del PIL

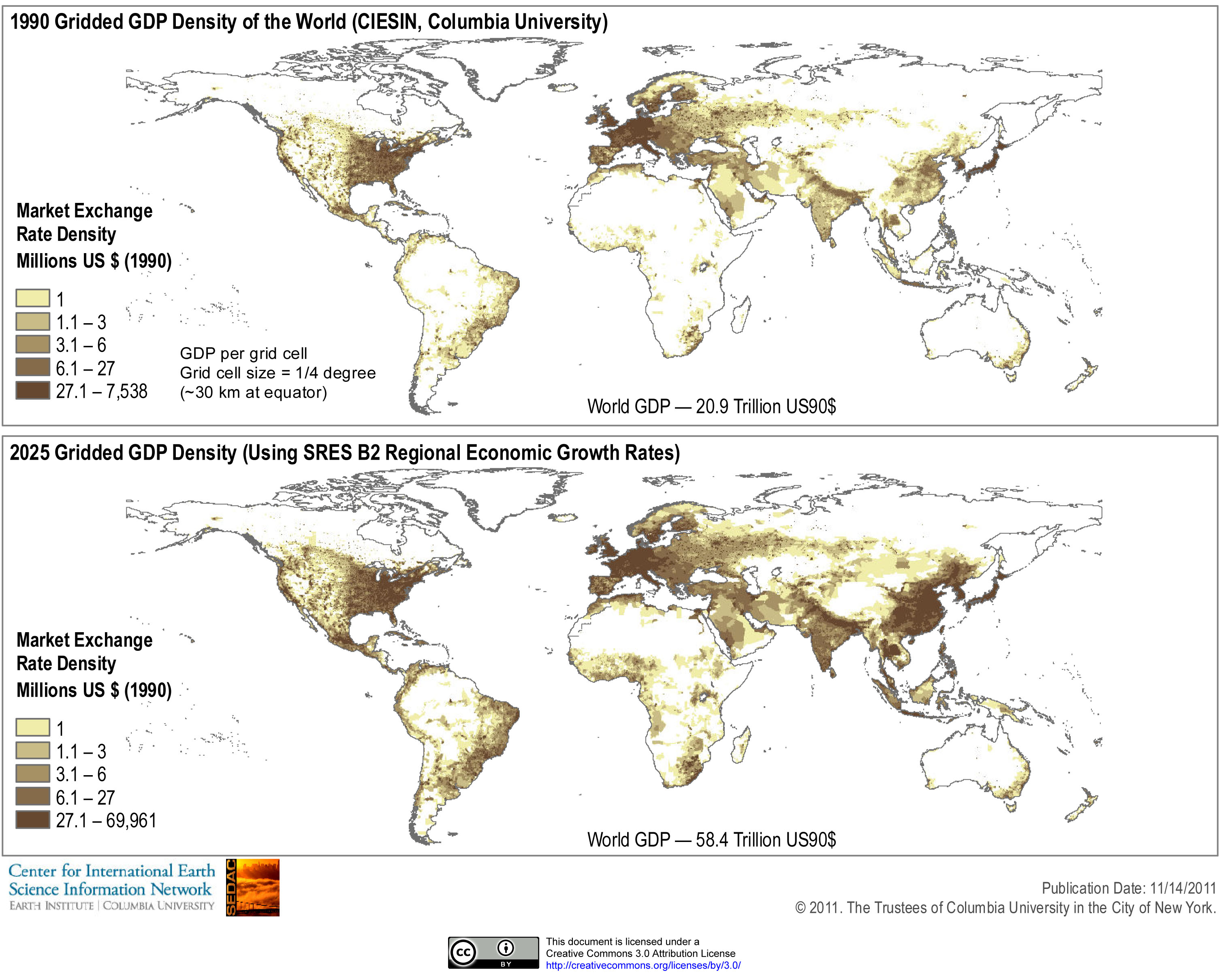
Confronto di densità del PIL mondiale tra 1990 e 2025

La densità del PIL è un indicatore dell'attività economica per area. È espressa come prodotto interno lordo per chilometro quadrato e può essere calcolata moltiplicando il PIL pro capite di un'area per la densità di popolazione di quella stessa. Dimostra gli effetti della geografia sull'economia. 

## Densità del PIL
La densità del PIL si riferisce alla distribuzione del Prodotto Interno Lordo (PIL) all'interno di una determinata area o popolazione. La densità del PIL può essere interpretata come una misura dell'attività economica o della produzione in relazione alle dimensioni di una regione o popolazione, spesso espressa come PIL pro capite o PIL per unità di superficie.

#### PIL pro capite
Il PIL pro capite è un indicatore comunemente utilizzato per valutare la performance economica di una nazione. Si calcola dividendo il valore totale dei prodotti e dei servizi prodotti in una nazione durante un dato periodo di tempo per la popolazione media di quella nazione.  Questa misura, che viene spesso utilizzata per confrontare il successo economico di vari paesi, fa luce sulla produzione economica media pro capite in una specifica nazione. Il PIL pro capite denota in genere un tenore di vita più elevato perché mostra che i cittadini della nazione hanno maggiori risorse e una maggiore densità di PIL.

#### PIL per unità di superficie
Il PIL per unità di superficie si riferisce alla distribuzione geografica del Prodotto Interno Lordo all'interno di un Paese o generalmente in una determinata regione. Essa analizza come la produzione economica è spartita tra diverse regioni, province, stati o territori all'interno di uno stato. Comprendere la distribuzione geografica del PIL è essenziale per politici, imprese e ricercatori, poiché fornisce informazioni sulle disparità territoriali nello sviluppo economico e aiuta ad identificare le aree che potrebbero richiedere interventi o investimenti mirati. Si possono dunque identificare le aree economicamente meno performanti e si potrebbero implementare politiche mirate alla promozione, la crescita e lo sviluppo, analizzando la distribuzione geografica del PIL. Identificando le aree di maggiore concentrazione dell'attività economica, aiuta anche le imprese a prendere decisioni consapevoli in merito all'allocazione delle risorse e alle prospettive di mercato. Inoltre, i trend di urbanizzazione, resilienza economica e crescita regionale vengono studiati utilizzando i dati sulla densità geografica del PIL.